# Dômes de Semele
Semele Tholi
Pour les articles homonymes, voir Semele.
Les dômes de Semele (désignation internationale : Semele Tholi) est un ensemble de dômes situé sur Vénus dans le quadrangle de Pandrosos Dorsa. Il a été nommé en référence à Sémélé, déesse phrygienne de la Terre.